# Tom i Jerry: Czarnoksiężnik z krainy Oz
Tom i Jerry: Czarnoksiężnik z krainy Oz (ang. Tom and Jerry and the Wizard of Oz) – amerykański film animowany z 2011 roku w reżyserii Spike’a Brandta i Tony’ego Cervone’ego, wyprodukowany przez Warner Bros.

## Fabuła
Kansas. Farmę, na której mieszka z rodziną Dorotka, nawiedza tornado. Dom dziewczynki zostaje porwany przez żywioł. Po przejściu huraganu kot Tom i mysz Jerry budzą się w kraju Manczkinów. Dowiadują się, że Dorotka udała się do krainy Oz. Postanawiają do niej dołączyć.

## Wersja polska
Dystrybucja na terenie Polski: Galapagos Films

Wersja polska: DubbFilm

Reżyseria: Dobrosława Bałazy

Dialogi: Kamila Klimas-Przybysz

Teksty piosenek: Michał Wojnarowski

Dźwięk i montaż: Renata Gontarz

Kierownictwo produkcji: Romuald Cieślak

Wystąpili:
- Aleksandra Rojewska – Dorotka
- Lucyna Malec – Tuffy
- Hanna Kinder-Kiss – 
  - Zła Czarownica z Zachodu,
  - panna Gulch
- Waldemar Barwiński – 
  - Strach na Wróble,
  - Hunk
- Leszek Zduń – 
  - Blaszany Drwal,
  - Hickory
- Janusz Wituch – 
  - Zeke,
  - Tchórzliwy Lew
- Mirosław Wieprzewski – 
  - profesor Marvel,
  - Czarnoksiężnik Oz
- Andrzej Arciszewski – Droopy
- Jacek Bursztynowicz – Butch
- Jolanta Wołłejko – ciocia Em
- Maciej Szary – wujek Henry
- Elżbieta Kijowska – posłannica szeryfa
- Kinga Tabor – Glenda
- Jan Kulczycki – kruk #1
- Jacek Król – kruk #2
- Paweł Szczesny – kierowca powozu

i inni
Lektor: Paweł Bukrewicz